# Texture12
『Texture12』は、Koji Nakamura/Nyantoraのアルバム。2017年6月9日にMeltintoより発売された。

## 解説
SUPERCARのフロントマンである中村弘二がKoji Nakamura/Nyantora両名義で制作しているCD-Rシリーズ「Texture」の第12弾。
中村のオンラインショップ「Meltinto」や、ライブ会場で販売されている。
ジャケットのスタンプの色は紫、色紙は青。
全曲名発表済み。

## 収録曲
1. 107 Years Old Piano & iPad(3rd)
2. SeA/D
3. A
音源がSoundCloudで、ショートPVが中村の公式Twitterでそれぞれ公開されている。「Texture Web」にも収録された。
4. Night Love
5. LoopA
アルバム発売前に「rOcK」のタイトルで音源がSoundCloudで無料公開されていた。当曲に歌詞が追加されたバージョンがストリーミング限定プロジェクト「Epitaph」で公開されている(アルバムには未収録)。
6. RB
7. Dress
ショートPVが中村の公式Twitterで公開されている。当曲に歌詞が追加されたバージョンがアルバム「Epitaph」に「Lotus」のタイトルで収録されている。
8. Curve
9. Dream3
10. Joy
2016年12月31日から期間限定で無料で配布されていた。

全作曲・編曲：中村弘二